# 粉红山椒鸟
粉红山椒鸟（学名：Pericrocotus roseus）为山椒鸟科山椒鸟属的鸟类。分布于中南半岛、印度以及中国大陆的北起陕西、河南、西自四川、云南、东抵长江下游、南达广东、广西、福建等地，主要栖息于海拔约2000米以下开阔的次生阔叶林、混交林、针叶林、开垦耕地和稀疏杂木灌木丛中以及也见于雨林边缘。该物种的模式产地在孟加拉。

## 亚种
- 粉红山椒鸟指名亚种（学名：Pericrocotus roseus roseus）。分布于印度、喜马拉雅山脉至阿富汗、印度、缅甸、泰国以及中国大陆的四川、云南、广西、贵州等地。该物种的模式产地在孟加拉。[2]